# Министерство образования и навыков (Ирландия)
Министерство образования и навыков (Ирландия) нацелено на предоставление высококачественного образования, которое позволит людям полностью реализовать свой потенциал и в полной мере участвовать в качестве членов общества и внести вклад в социальное, культурное и экономическое развитие Ирландии. Главными среди приоритетов Департамента являются:
- поощрение равенства и качества результатов непрерывного обучения
- планирование образования, которое имеет отношение к личным, социальным, культурным и экономическим потребностям
- повышение потенциала министерства в области оказания услуг, разработки политики, научных исследований и оценки

Хотя образование в начальной и средней школах является свободным в Ирландии, из-за расходов на книги и другие сборы, по оценкам 2009 года, обучить ребёнка через систему государственных школ (от 5 до 17 лет) родителям обходится в € 70000.

## История
Департамент образования была создана в 1921 году. За эти годы его имя изменилось, однако, роль Департамента осталась прежней. Департамент был ранее известен как следующие:
- Министерство образования (1921—1997)
- Министерство образования и науки (1997—2010)
- Министерство образования и навыков (2010-настоящее время)

В этот период основное внимание было сосредоточено на бесплатном среднем образовании, предоставляемом с 1968 года.
Поскольку ирландские католики обязаны быть образованными под контролем католической церкви, министерство должно поддерживать связь с Церковью и учитывать её интересы.